# 第六次伊松佐河之役
第六次伊松佐河之役1916年6月特倫蒂諾戰役結束後，卡多爾納向伊松佐河地區增兵，準備發動新的攻勢。意軍第3集團軍補充了12個師的兵力和數百門大口徑火炮。
8月6日，經猛烈的炮火準備，第3集團軍20個師在戈里齊亞以北薩波齊諾山至海邊23公里正面上發起第6次戰役，攻佔薩波齊諾，8日佔領戈里齊亞和卡爾索高地北部幾個制高點，但奧第5集團軍依托其他制高點重新組織防禦。由於缺乏預備隊，意軍仍未取得決定性突破。8月17日，戰役結束。此役改善了伊松佐河東岸意軍的態勢。